# Per Martin Sandtrøen

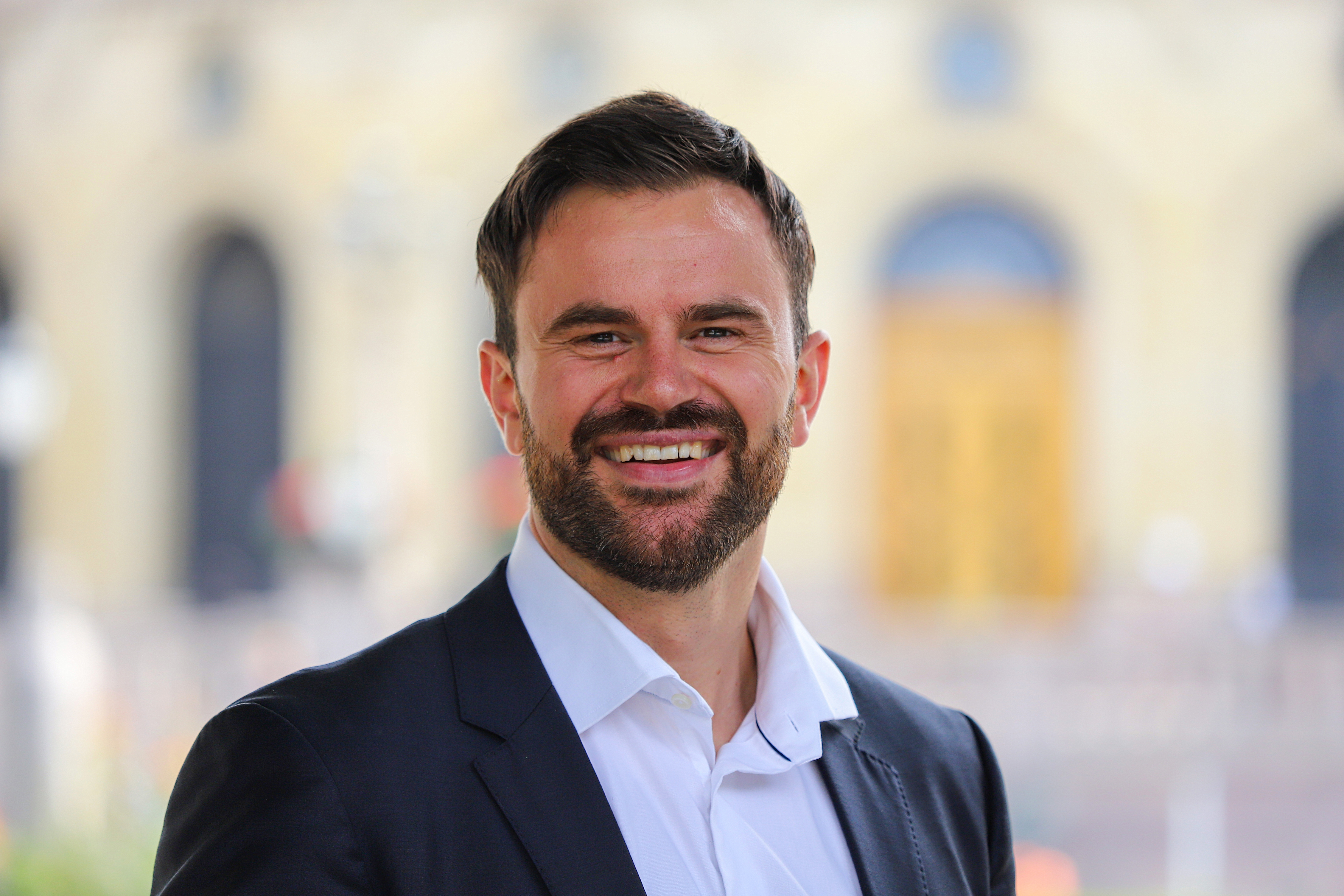
Per Martin Sandtrøen, 2020

Per Martin Sandtrøen (* 5. Oktober 1985) ist ein norwegischer Politiker der Senterpartiet (Sp). Von 2021 bis 2025 war er Abgeordneter im Storting.

## Leben
Sandtrøen stammt aus Tynset und hat einen Masterabschluss in Wirtschaft und Verwaltung von der Norwegischen Handelshochschule. Ab 2014 arbeitete er als Berater der Senterpartietfraktion im norwegischen Nationalparlament Storting. Im Jahr 2019 wurde er zum Vorsitzenden der Senterpartiet in Hedmark gewählt.
Bei der Parlamentswahl 2021 gelang es Sandtrøen nicht, direkt in das Storting einzuziehen. Stattdessen wurde er sogenannter Vararepresentant, also Ersatzabgeordneter, im Wahlkreis Hedmark. Als solcher war er von 14. Oktober 2021 bis zum 4. Februar 2025 im Einsatz, da sein Parteikollege Trygve Slagsvold Vedum sein Mandat als Mitglied der Regierung ruhen lassen musste. Sandtrøen wurde Mitglied im Kommunal- und Verwaltungsausschuss. Im April 2022 wechselte er in den Finanzausschuss.

## Privates
Sein Bruder Nils Kristen Sandtrøen ist ein Politiker der Arbeiderpartiet. Durch Per Martin Sandtrøens festen Einsatz als Vararepresentant wurden die Brüder im Oktober 2021 die ersten Geschwister im Storting in über 100 Jahren.